# Weapons
"Weapons" é uma canção da cantora americana Ava Max, contida em seu segundo álbum de estúdio Diamonds & Dancefloors (2023). A faixa foi revelada após vazar em 1º de setembro de 2022, com várias outras faixas do Diamonds & Dancefloors. O instrumental oficial também vazou em 18 de setembro de 2022. Foi lançada oficialmente em 10 de novembro de 2022, como o terceiro single do álbum.

## Antecedentes
Em 24 de julho de 2022, Max postou fotos no Twitter. Uma das imagens era um colar de espada, possivelmente insinuando sua música "Weapons". Outra imagem era um monte de dinheiro, provocando "Million Dollar Baby".
Em 28 de outubro de 2022, Max provocou pela primeira vez o single por meio de uma postagem no TikTok afirmando: “Ouvindo minha próxima música que estou lançando…”, ao qual ela legendou com “W ou S?” e um rosto piscando. No dia seguinte, Max postou um trecho oficial através do TikTok novamente, mas desta vez contendo o áudio da música e anunciando a data de lançamento. Antes do lançamento, Max também afirmou em uma entrevista que seu próximo single seria muito inspirador com uma mensagem poderosa e é "Provavelmente uma de [suas] canções favoritas no Diamonds & Dancefloors."

## Faixas e formatos
Download digital
1. "Weapons" – 2:31

Pacote de streaming
1. "Weapons" – 2:31
2. "Million Dollar Baby" – 3:04
3. "Maybe You're the Problem" – 3:10

## Créditos e pessoal
Créditos da música adaptados do Tidal.
- Amanda Ava Koci — vocais, compositora
- Michel "Lindgren" Schulz — produtor, compositor
- Henry Walter — co-produtor, compositor
- Melanie Fontana — compositora
- Ryan Tedder — compositor
- Madison Love — compositora
- Tom Norris — mixagem
- Chris Gehringer — masterização

## Desempenho nas tabelas musicais
| Tabela musical (2022)             | Melhor posição |
| --------------------------------- | -------------- |
| Bélgica (Ultratop 50 de Flandres) | 43             |
| Croácia (HRT)                     | 33             |
| Nova Zelândia (NZ Top 40 Singles) | 34             |
| Países Baixos (Airplay Top 40)    | 33             |
| Países Baixos (Tipparade)         | 5              |
| Suécia (Sverigetopplistan)        | 54             |
| Suíça (Schweizer Hitparade)       | 92             |

## Histórico de lançamento
| Região | Data                   | Formato                    | Versão   | Gravadora | Ref.         |
| ------ | ---------------------- | -------------------------- | -------- | --------- | ------------ |
| Várias | 10 de novembro de 2022 | Download digital streaming | Original | Atlantic  | [ 4 ] [ 13 ] |